# Štěpánka Jelínková
Štěpánka Jelínková (Praga, 30 d'agost de 1911 - Praga, 24 de novembre de 1996) fou una soprano txeca que el 1950 va enregistrar amb el director Jaroslav Vogel Jenůfa de Leoš Janáček.